# (34121) 2000 PJ29
2000 PJ29 (asteroide 34121) é um asteroide da cintura principal. Possui uma excentricidade de 0.08035060 e uma inclinação de 10.17599º.
Este asteroide foi descoberto no dia 1 de agosto de 2000 por LINEAR em Socorro.